# Miquel Roqué i Farrero
Miquel Roqué i Farrero, més conegut com a Miki Roqué, (Tremp, 8 de juliol de 1988 - Barcelona, 24 de juny de 2012) fou un futbolista català que milità de defensa central al Liverpool FC i al Real Betis Balompié.

## Trajectòria
Format a les categories inferiors del CF Tremp i després de la UE Lleida, l'agost de 2005 fou incorporat al Liverpool Football Club de la mà del tècnic Rafael Benítez. El seu debut amb l'equip anglès fou, amb 17 anys, el 5 de desembre de 2006 en un partit de Champions League enfront del Galatasaray Spor Kulübü. A les files del Liverpool FC guanyà la Copa anglesa de futbol juvenil enfront del Manchester City FC. La temporada següent Roqué fou cedit a l'Oldham Athletic i al mercat hivernal al Xerez CD, on disputà la segona volta. Posteriorment fou cedit al FC Cartagena per la temporada 2008/09. L'estiu de 2009 fitxa pel Real Betis Balompié per tres temporades. El març de 2011 li fou detectat un tumor maligne a la pelvis que li va causar la mort el juny de 2012.